# Villaviciosa de Córdoba
Villaviciosa de Córdoba è un comune spagnolo di 3 756 abitanti situato nella comunità autonoma dell'Andalusia.